# 2018–2019-es UEFA-bajnokok ligája (csoportkör)
A 2018–2019-es UEFA-bajnokok ligája csoportkörének mérkőzéseit 2018. szeptember 18. és december 12. között játszották le. A csoportkörben 32 csapat vett részt, melyből 16 csapat jutott tovább az egyenes kieséses szakaszba.

## Sorsolás
A csoportkör sorsolását 2018. augusztus 30-án tartották Monacóban.
A 32 csapatot nyolc darab négycsapatos csoportba sorsolták. Azonos nemzetű együttesek, illetve politikai okok miatt, az orosz és ukrán csapatok nem voltak sorsolhatók azonos csoportba. A csapatokat 4 kalapba sorolják be, a következők szerint:
- Az 1. kalapba kerül a UEFA-bajnokok ligája címvédője, az Európa-liga címvédője és a rangsor szerinti első hat ország bajnokcsapata.[4]
- A 2., 3. és 4. kalapba kerül a többi csapat, a 2018-as UEFA-együtthatóik sorrendjében.[5]

Ezen felül az azonos nemzetű csapatokat négy csoportra nézve is szétosztották (A–D, E–H), a televíziós közvetítések miatt. Egy játéknapon négy csoport mérkőzéseit rendezik. Az egyik négy csoport kedden, a másik négy csoport szerdán játszik, illetve fordítva. A végleges menetrendet a sorsolás után, számítógéppel állították össze.
| Játéknap    | Mérkőzések   |
| ----------- | ------------ |
| 1. játéknap | 2 – 3, 4 – 1 |
| 2. játéknap | 1 – 2, 3 – 4 |
| 3. játéknap | 3 – 1, 2 – 4 |

| Játéknap    | Mérkőzések   |
| ----------- | ------------ |
| 4. játéknap | 1 – 3, 4 – 2 |
| 5. játéknap | 3 – 2, 1 – 4 |
| 6. játéknap | 2 – 1, 4 – 3 |

A menetrend összeállításakor az alábbi szempontokat is figyelembe vették: azonos városban játszó csapatok nem játszhattak hazai pályán ugyanabban a fordulóban, valamint a "téli országokban" (pl. Oroszország) nem játszottak mérkőzést az utolsó játéknapon a hideg időjárás miatt.
A játéknapok: szeptember 18–19., október 2–3., október 23–24., november 6–7., november 27–28., december 11–12. A mérkőzések közép-európai idő szerint 18:55-kor és 21:00-kor kezdődnek.

## Csapatok
Az alábbi csapatok vettek részt a csoportkörben:
- 26 csapat ebben a körben lépett be
- 6 győztes csapat a UEFA-bajnokok ligája rájátszásából (4 a bajnoki ágról, 2 a nem bajnoki ágról)

| Csapat                  | Együttható |
| ----------------------- | ---------- |
| Real Madrid (BL)        | 162,000    |
| Atlético de Madrid (EL) | 140,000    |
| Bayern München          | 135,000    |
| FC Barcelona            | 132,000    |
| Juventus                | 126,000    |
| Paris Saint-Germain     | 109,000    |
| Manchester City         | 100,000    |
| Lokomotyiv Moszkva      | 22,500     |

| Csapat               | Együttható |
| -------------------- | ---------- |
| Borussia Dortmund    | 89,000     |
| FC Porto             | 86,000     |
| Manchester United FC | 82,000     |
| Sahtar Doneck        | 81,000     |
| Benfica (SNB)        | 80,000     |
| SSC Napoli           | 78,000     |
| Tottenham Hotspur    | 67,000     |
| AS Roma              | 64,000     |

| Csapat             | Együttható |
| ------------------ | ---------- |
| Liverpool          | 62,000     |
| Schalke 04         | 62,000     |
| Olympique Lyonnais | 59,500     |
| AS Monaco          | 57,000     |
| Ajax (SNB)         | 53,500     |
| CSZKA Moszkva      | 45,000     |
| Valencia CF        | 36,000     |
| PSV Eindhoven (SB) | 36,000     |

| Csapat              | Együttható |
| ------------------- | ---------- |
| Viktoria Plzeň      | 33,000     |
| Club Brugge         | 29,500     |
| Galatasaray         | 29,500     |
| Young Boys (SB)     | 20,500     |
| Internazionale      | 16,000     |
| TSG 1899 Hoffenheim | 14,285     |
| Crvena zvezda (SB)  | 10,750     |
| AÉK (SB)            | 10,000     |

## Csoportok
A csoportokban a csapatok körmérkőzéses, oda-visszavágós rendszerben mérkőztek meg egymással. A csoportok első két helyen záró csapat az egyenes kieséses szakaszba jutott, a harmadik helyezettek az Európa-liga egyenes kieséses szakaszában folytatták, míg az utolsó helyezettek kiestek.

### Sorrend meghatározása
Az UEFA versenyszabályzata alapján, ha két vagy több csapat a csoportmérkőzések után azonos pontszámmal állt, az alábbiak alapján kellett meghatározni a sorrendet (versenyszabályzat 17.01):
1. az azonosan álló csapatok mérkőzésein szerzett több pont
2. az azonosan álló csapatok mérkőzésein elért jobb gólkülönbség
3. az azonosan álló csapatok mérkőzésein szerzett több gól
4. az azonosan álló csapatok mérkőzésein idegenben szerzett több gól
5. ha kettőnél több csapat áll azonos pontszámmal, akkor az egymás elleni eredményeket mindaddig újra kell alkalmazni, amíg nem dönthető el a sorrend
6. az összes mérkőzésen elért jobb gólkülönbség
7. az összes mérkőzésen szerzett több gól
8. az összes mérkőzésen szerzett több idegenben szerzett gól
9. az összes mérkőzésen szerzett több győzelem
10. fair play pontszám (piros lap = 3 pont, sárga lap = 1 pont, kiállítás két sárga lap után = 3 pont);
11. jobb UEFA-együttható

Minden időpont közép-európai idő/közép-európai nyári idő szerint van feltüntetve.

### A csoport
| Hely. | Csapat             | M | Gy | D | V | G+ | G– | Gk  | P  | Továbbjutás                                |  | DOR | ATM | BRU | MON |
| ----- | ------------------ | - | -- | - | - | -- | -- | --- | -- | ------------------------------------------ |  | --- | --- | --- | --- |
| 1.    | Borussia Dortmund  | 6 | 4  | 1 | 1 | 10 | 2  | +8  | 13 | Továbbjutott az egyenes kieséses szakaszba |  | —   | 4–0 | 0–0 | 3–0 |
| 2.    | Atlético de Madrid | 6 | 4  | 1 | 1 | 9  | 6  | +3  | 13 | Továbbjutott az egyenes kieséses szakaszba |  | 2–0 | —   | 3–1 | 2–0 |
| 3.    | Club Brugge        | 6 | 1  | 3 | 2 | 6  | 5  | +1  | 6  | Átkerült az Európa-ligába                  |  | 0–1 | 0–0 | —   | 1–1 |
| 4.    | AS Monaco          | 6 | 0  | 1 | 5 | 2  | 14 | −12 | 1  |                                            |  | 0–2 | 1–2 | 0–4 | —   |

1. 1 2  Egymás elleni gólkülönbség: Borussia Dortmund +2, Atletico de Madrid –2.

| 2018. szeptember 18. 21:00 |

| Club Brugge | 0–1               | Borussia Dortmund |
| ----------- | ----------------- | ----------------- |
|             | (0–0) Jegyzőkönyv | Pulisic 85'       |

| Jan Breydel Stadion, Brugge Játékvezető: Danny Makkelie (holland) |

| 2018. szeptember 18. 21:00 |

| AS Monaco    | 1–2               | Atlético de Madrid      |
| ------------ | ----------------- | ----------------------- |
| Grandsir 18' | (1–2) Jegyzőkönyv | Costa 31' Giménez 45+1' |

| II. Lajos Stadion, Monaco Játékvezető: Willie Collum (skót) |

| 2018. október 3. 21:00 |

| Atlético de Madrid           | 3–1               | Club Brugge    |
| ---------------------------- | ----------------- | -------------- |
| Griezmann 28' 67' Koke 90+4' | (1–1) Jegyzőkönyv | Groeneveld 39' |

| Wanda Metropolitano Stadion, Madrid Játékvezető: Ivan Kružliak (szlovák) |

| 2018. október 3. 21:00 |

| Borussia Dortmund                       | 3–0               | AS Monaco |
| --------------------------------------- | ----------------- | --------- |
| Bruun Larsen 51' Alcácer 72' Reus 90+2' | (0–0) Jegyzőkönyv |           |

| Westfalenstadion, Dortmund Játékvezető: Aleksei Kulbakov (fehérorosz) |

| 2018. október 24. 18:55 |

| Club Brugge | 1–1               | AS Monaco |
| ----------- | ----------------- | --------- |
| Wesley 39'  | (1–1) Jegyzőkönyv | Sylla 31' |

| Jan Breydel Stadion, Brugge Játékvezető: Michael Oliver (angol) |

| 2018. október 24. 21:00 |

| Borussia Dortmund                       | 4–0               | Atlético de Madrid |
| --------------------------------------- | ----------------- | ------------------ |
| Witsel 38' Guerreiro 73' 89' Sancho 83' | (1–0) Jegyzőkönyv |                    |

| Westfalenstadion, Dortmund Játékvezető: Anthony Taylor (angol) |

| 2018. november 6. 18:55 |

| AS Monaco | 0–4               | Club Brugge                                      |
| --------- | ----------------- | ------------------------------------------------ |
|           | (0–3) Jegyzőkönyv | Vanaken 12' 17' (11-esből) Wesley 24' Vormer 85' |

| II. Lajos Stadion, Monaco Játékvezető: Artur Soares Dias (portugál) |

| 2018. november 6. 21:00 |

| Atlético de Madrid     | 2–0               | Borussia Dortmund |
| ---------------------- | ----------------- | ----------------- |
| Saúl 33' Griezmann 80' | (1–0) Jegyzőkönyv |                   |

| Wanda Metropolitano Stadion, Madrid Játékvezető: Daniele Orsato (olasz) |

| 2018. november 28. 18:55 |

| Atlético de Madrid    | 2–0               | AS Monaco |
| --------------------- | ----------------- | --------- |
| Koke 2' Griezmann 24' | (2–0) Jegyzőkönyv |           |

| Wanda Metropolitano Stadion, Madrid Játékvezető: Mattias Gestranius (finn) |

| 2018. november 28. 21:00 |

| Borussia Dortmund | 0–0         | Club Brugge |
| ----------------- | ----------- | ----------- |
|                   | Jegyzőkönyv |             |

| Westfalenstadion, Dortmund Játékvezető: Gediminas Mažeika (litván) |

| 2018. december 11. 21:00 |

| Club Brugge | 0–0         | Atlético de Madrid |
| ----------- | ----------- | ------------------ |
|             | Jegyzőkönyv |                    |

| Jan Breydel Stadion, Brugge Játékvezető: Davide Massa (olasz) |

| 2018. december 11. 21:00 |

| AS Monaco | 0–2               | Borussia Dortmund |
| --------- | ----------------- | ----------------- |
|           | (0–1) Jegyzőkönyv | Guerreiro 15' 88' |

| II. Lajos Stadion, Monaco Játékvezető: Craig Pawson (angol) |

### B csoport
| Hely. | Csapat            | M | Gy | D | V | G+ | G– | Gk | P  | Továbbjutás                                |  | BAR | TOT | INT | PSV |
| ----- | ----------------- | - | -- | - | - | -- | -- | -- | -- | ------------------------------------------ |  | --- | --- | --- | --- |
| 1.    | FC Barcelona      | 6 | 4  | 2 | 0 | 14 | 5  | +9 | 14 | Továbbjutott az egyenes kieséses szakaszba |  | —   | 1–1 | 2–0 | 4–0 |
| 2.    | Tottenham Hotspur | 6 | 2  | 2 | 2 | 9  | 10 | −1 | 8  | Továbbjutott az egyenes kieséses szakaszba |  | 2–4 | —   | 1–0 | 2–1 |
| 3.    | Internazionale    | 6 | 2  | 2 | 2 | 6  | 7  | −1 | 8  | Átkerült az Európa-ligába                  |  | 1–1 | 2–1 | —   | 1–1 |
| 4.    | PSV Eindhoven     | 6 | 0  | 2 | 4 | 6  | 13 | −7 | 2  |                                            |  | 1–2 | 2–2 | 1–2 | —   |

1. 1 2  Egymás elleni idegenben szerzett gólok: Tottenham Hotspur 1, Internazionale 0.

| 2018. szeptember 18. 18:55 |

| FC Barcelona                  | 4–0               | PSV Eindhoven |
| ----------------------------- | ----------------- | ------------- |
| Messi 32' 77' 87' Dembélé 75' | (1–0) Jegyzőkönyv |               |

| Camp Nou, Barcelona Játékvezető: Anastasios Sidiropoulos (görög) |

| 2018. szeptember 18. 18:55 |

| Internazionale          | 2–1               | Tottenham Hotspur |
| ----------------------- | ----------------- | ----------------- |
| Icardi 86' Vecino 90+2' | (0–0) Jegyzőkönyv | Eriksen 53'       |

| San Siro, Milánó Játékvezető: Clément Turpin (francia) |

| 2018. október 3. 21:00 (20:00 BST) |

| Tottenham Hotspur   | 2–4               | FC Barcelona                          |
| ------------------- | ----------------- | ------------------------------------- |
| Kane 52' Lamela 66' | (0–2) Jegyzőkönyv | Coutinho 2' Rakitić 28' Messi 56' 90' |

| Wembley Stadion, London Játékvezető: Felix Zwayer (német) |

| 2018. október 3. 21:00 |

| PSV Eindhoven | 1–2               | Internazionale            |
| ------------- | ----------------- | ------------------------- |
| Rosario 27'   | (1–1) Jegyzőkönyv | Nainggolan 44' Icardi 60' |

| Philips Stadion, Eindhoven Játékvezető: Milorad Mažić (szerb) |

| 2018. október 24. 18:55 |

| PSV Eindhoven          | 2–2               | Tottenham Hotspur  |
| ---------------------- | ----------------- | ------------------ |
| Lozano 30' De Jong 87' | (1–1) Jegyzőkönyv | Lucas 39' Kane 55' |

| Philips Stadion, Eindhoven Játékvezető: Slavko Vinčić (szlovén) |

| 2018. október 24. 21:00 |

| FC Barcelona         | 2–0               | Internazionale |
| -------------------- | ----------------- | -------------- |
| Rafinha 32' Alba 83' | (1–0) Jegyzőkönyv |                |

| Camp Nou, Barcelona Játékvezető: Ovidiu Hațegan (román) |

| 2018. november 6. 21:00 (20:00 GMT) |

| Tottenham Hotspur | 2–1               | PSV Eindhoven |
| ----------------- | ----------------- | ------------- |
| Kane 78' 89'      | (0–1) Jegyzőkönyv | De Jong 2'    |

| Wembley Stadion, London Játékvezető: Ivan Kružliak (szlovák) |

| 2018. november 6. 21:00 |

| Internazionale | 1–1               | FC Barcelona |
| -------------- | ----------------- | ------------ |
| Icardi 87'     | (0–0) Jegyzőkönyv | Malcom 83'   |

| San Siro, Milánó Játékvezető: Szymon Marciniak (lengyel) |

| 2018. november 28. 21:00 |

| PSV Eindhoven | 1–2               | FC Barcelona        |
| ------------- | ----------------- | ------------------- |
| De Jong 83'   | (0–0) Jegyzőkönyv | Messi 61' Piqué 70' |

| Philips Stadion, Eindhoven Játékvezető: Pavel Královec (cseh) |

| 2018. november 28. 21:00 (20:00 GMT) |

| Tottenham Hotspur | 1–0               | Internazionale |
| ----------------- | ----------------- | -------------- |
| Eriksen 80'       | (0–0) Jegyzőkönyv |                |

| Wembley Stadion, London Játékvezető: Cüneyt Çakır (török) |

| 2018. december 11. 21:00 |

| FC Barcelona | 1–1               | Tottenham Hotspur |
| ------------ | ----------------- | ----------------- |
| Dembélé 7'   | (1–0) Jegyzőkönyv | Lucas 85'         |

| Camp Nou, Barcelona Játékvezető: Milorad Mažić (szerb) |

| 2018. december 11. 21:00 |

| Internazionale | 1–1               | PSV Eindhoven |
| -------------- | ----------------- | ------------- |
| Icardi 73'     | (0–1) Jegyzőkönyv | Lozano 13'    |

| San Siro, Milánó Játékvezető: Felix Zwayer (német) |

### C csoport
| Hely. | Csapat              | M | Gy | D | V | G+ | G– | Gk  | P  | Továbbjutás                                |  | PAR | LIV | NAP | ZVE |
| ----- | ------------------- | - | -- | - | - | -- | -- | --- | -- | ------------------------------------------ |  | --- | --- | --- | --- |
| 1.    | Paris Saint-Germain | 6 | 3  | 2 | 1 | 17 | 9  | +8  | 11 | Továbbjutott az egyenes kieséses szakaszba |  | —   | 2–1 | 2–2 | 6–1 |
| 2.    | Liverpool FC        | 6 | 3  | 0 | 3 | 9  | 7  | +2  | 9  | Továbbjutott az egyenes kieséses szakaszba |  | 3–2 | —   | 1–0 | 4–0 |
| 3.    | SSC Napoli          | 6 | 2  | 3 | 1 | 7  | 5  | +2  | 9  | Átkerült az Európa-ligába                  |  | 1–1 | 1–0 | —   | 3–1 |
| 4.    | Crvena zvezda       | 6 | 1  | 1 | 4 | 5  | 17 | −12 | 4  |                                            |  | 1–3 | 2–0 | 0–0 | —   |

1. 1 2  Szerzett gólok száma: Liverpool FC 9, SSC Napoli 7.

| 2018. szeptember 18. 21:00 (20:00 BST) |

| Liverpool FC                                      | 3–2               | Paris Saint-Germain    |
| ------------------------------------------------- | ----------------- | ---------------------- |
| Sturridge 30' Milner 36' (11-esből) Firmino 90+2' | (2–1) Jegyzőkönyv | Meunier 40' Mbappé 83' |

| Anfield, Liverpool Játékvezető: Cüneyt Çakır (török) |

| 2018. szeptember 18. 21:00 |

| Crvena zvezda | 0–0         | SSC Napoli |
| ------------- | ----------- | ---------- |
|               | Jegyzőkönyv |            |

| Rajko Mitić Stadion, Belgrád Játékvezető: Szymon Marciniak (lengyel) |

| 2018. október 3. 18:55 |

| Paris Saint-Germain                                   | 6–1               | Crvena zvezda |
| ----------------------------------------------------- | ----------------- | ------------- |
| Neymar 20' 22' 81' Cavani 37' Di María 42' Mbappé 70' | (4–0) Jegyzőkönyv | Marin 74'     |

| Parc des Princes, Párizs Játékvezető: Artur Soares Dias (portugál) |

| 2018. október 3. 21:00 |

| SSC Napoli  | 1–0               | Liverpool FC |
| ----------- | ----------------- | ------------ |
| Insigne 90' | (0–0) Jegyzőkönyv |              |

| San Paolo Stadion, Nápoly Játékvezető: Kassai Viktor (magyar) |

| 2018. október 24. 21:00 |

| Paris Saint-Germain                  | 2–2               | SSC Napoli              |
| ------------------------------------ | ----------------- | ----------------------- |
| Mário Rui 61' (öngól) Di María 90+3' | (0–1) Jegyzőkönyv | Insigne 29' Mertens 77' |

| Parc des Princes, Párizs Játékvezető: Felix Zwayer (német) |

| 2018. október 24. 21:00 (20:00 BST) |

| Liverpool FC                                  | 4–0               | Crvena zvezda |
| --------------------------------------------- | ----------------- | ------------- |
| Firmino 20' Salah 45' 51' (11-esből) Mané 80' | (2–0) Jegyzőkönyv |               |

| Anfield, Liverpool Játékvezető: Daniel Siebert (német) |

| 2018. november 6. 18:55 |

| Crvena zvezda  | 2–0               | Liverpool FC |
| -------------- | ----------------- | ------------ |
| Pavkov 22' 29' | (2–0) Jegyzőkönyv |              |

| Rajko Mitić Stadion, Belgrád Játékvezető: Antonio Mateu Lahoz (spanyol) |

| 2018. november 6. 21:00 |

| SSC Napoli             | 1–1               | Paris Saint-Germain |
| ---------------------- | ----------------- | ------------------- |
| Insigne 63' (11-esből) | (0–1) Jegyzőkönyv | Bernat 45+2'        |

| San Paolo Stadion, Nápoly Játékvezető: Björn Kuipers (holland) |

| 2018. november 28. 21:00 |

| Paris Saint-Germain   | 2–1               | Liverpool FC            |
| --------------------- | ----------------- | ----------------------- |
| Bernat 13' Neymar 37' | (2–1) Jegyzőkönyv | Milner 45+1' (11-esből) |

| Parc des Princes, Párizs Játékvezető: Szymon Marciniak (lengyel) |

| 2018. november 28. 21:00 |

| SSC Napoli                 | 3–1               | Crvena zvezda     |
| -------------------------- | ----------------- | ----------------- |
| Hamšík 11' Mertens 33' 52' | (2–0) Jegyzőkönyv | Ben Nabouhane 57' |

| San Paolo Stadion, Nápoly Játékvezető: Jesús Gil Manzano (spanyol) |

| 2018. december 11. 21:00 (20:00 GMT) |

| Liverpool FC | 1–0               | SSC Napoli |
| ------------ | ----------------- | ---------- |
| Szaláh 34'   | (1–0) Jegyzőkönyv |            |

| Anfield, Liverpool Játékvezető: Damir Skomina (szlovén) |

| 2018. december 11. 21:00 |

| Crvena zvezda | 1–4               | Paris Saint-Germain                               |
| ------------- | ----------------- | ------------------------------------------------- |
| Gobeljić 56'  | (0–2) Jegyzőkönyv | Cavani 10' Neymar 40' Marquinhos 74' Mbappé 90+2' |

| Rajko Mitić Stadion, Belgrád Játékvezető: Willie Collum (skót) |

### D csoport
| Hely. | Csapat             | M | Gy | D | V | G+ | G– | Gk | P  | Továbbjutás                                |  | POR | SCH | GAL | LOM |
| ----- | ------------------ | - | -- | - | - | -- | -- | -- | -- | ------------------------------------------ |  | --- | --- | --- | --- |
| 1.    | FC Porto           | 6 | 5  | 1 | 0 | 15 | 6  | +9 | 16 | Továbbjutott az egyenes kieséses szakaszba |  | —   | 3–1 | 1–0 | 4–1 |
| 2.    | Schalke 04         | 6 | 3  | 2 | 1 | 6  | 4  | +2 | 11 | Továbbjutott az egyenes kieséses szakaszba |  | 1–1 | —   | 2–0 | 1–0 |
| 3.    | Galatasaray        | 6 | 1  | 1 | 4 | 5  | 8  | −3 | 4  | Átkerült az Európa-ligába                  |  | 2–3 | 0–0 | —   | 3–0 |
| 4.    | Lokomotyiv Moszkva | 6 | 1  | 0 | 5 | 4  | 12 | −8 | 3  |                                            |  | 1–3 | 0–1 | 2–0 | —   |

| 2018. szeptember 18. 21:00 (22:00 TRT) |

| Galatasaray                                     | 3–0               | Lokomotyiv Moszkva |
| ----------------------------------------------- | ----------------- | ------------------ |
| Rodrigues 9' Derdiyok 67' İnan 90+4' (11-esből) | (1–0) Jegyzőkönyv |                    |

| Türk Telekom Arena, Isztambul Játékvezető: Gianluca Rocchi (olasz) |

| 2018. szeptember 18. 21:00 |

| Schalke 04 | 1–1               | FC Porto              |
| ---------- | ----------------- | --------------------- |
| Embolo 64' | (0–0) Jegyzőkönyv | Otávio 75' (11-esből) |

| Veltins-Arena, Gelsenkirchen Játékvezető: Jesús Gil Manzano (spanyol) |

| 2018. október 3. 18:55 (19:55 MSK) |

| Lokomotyiv Moszkva | 0–1               | Schalke 04   |
| ------------------ | ----------------- | ------------ |
|                    | (0–0) Jegyzőkönyv | McKennie 88' |

| RZD Aréna, Moszkva Játékvezető: Anthony Taylor (angol) |

| 2018. október 3. 21:00 (20:00 WEST) |

| FC Porto   | 1–0               | Galatasaray |
| ---------- | ----------------- | ----------- |
| Marega 49' | (0–0) Jegyzőkönyv |             |

| Estádio do Dragão, Porto Játékvezető: Michael Oliver (angol) |

| 2018. október 24. 21:00 (22:00 MSK) |

| Lokomotyiv Moszkva | 1–3               | FC Porto                                     |
| ------------------ | ----------------- | -------------------------------------------- |
| An. Miranchuk 38'  | (1–2) Jegyzőkönyv | Marega 26' (11-esből) Herrera 35' Corona 47' |

| RZD Aréna, Moszkva Játékvezető: Bobby Madden (skót) |

| 2018. október 24. 21:00 (22:00 TRT) |

| Galatasaray | 0–0         | Schalke 04 |
| ----------- | ----------- | ---------- |
|             | Jegyzőkönyv |            |

| Türk Telekom Arena, Isztambul Játékvezető: Benoît Bastien (francia) |

| 2018. november 6. 21:00 (20:00 WET) |

| FC Porto                                      | 4–1               | Lokomotyiv Moszkva |
| --------------------------------------------- | ----------------- | ------------------ |
| Herrera 2' Marega 42' Corona 67' Otávio 90+3' | (2–0) Jegyzőkönyv | Farfán 59'         |

| Estádio do Dragão, Porto Játékvezető: Davide Massa (olasz) |

| 2018. november 6. 21:00 |

| Schalke 04             | 2–0               | Galatasaray |
| ---------------------- | ----------------- | ----------- |
| Burgstaller 4' Uth 57' | (1–0) Jegyzőkönyv |             |

| Veltins-Arena, Gelsenkirchen Játékvezető: William Collum (skót) |

| 2018. november 28. 18:55 (20:55 MSK) |

| Lokomotyiv Moszkva            | 2–0               | Galatasaray |
| ----------------------------- | ----------------- | ----------- |
| Donk 43' (öngól) Ignatyev 54' | (1–0) Jegyzőkönyv |             |

| RZD Aréna, Moszkva Játékvezető: Antonio Mateu Lahoz (spanyol) |

| 2018. november 28. 21:00 (20:00 WET) |

| FC Porto                            | 3–1               | Schalke 04              |
| ----------------------------------- | ----------------- | ----------------------- |
| Militão 52' Corona 55' Marega 90+4' | (0–0) Jegyzőkönyv | Bentaleb 89' (11-esből) |

| Estádio do Dragão, Porto Játékvezető: Ovidiu Hațegan (román) |

| 2018. december 11. 18:55 (20:55 TRT) |

| Galatasaray                            | 2–3               | FC Porto                                      |
| -------------------------------------- | ----------------- | --------------------------------------------- |
| Feghouli 45+1' (11-esből) Derdiyok 65' | (1–2) Jegyzőkönyv | Felipe 17' Marega 42' (11-esből) Oliveira 57' |

| Türk Telekom Arena, Isztambul Játékvezető: Aleksei Kulbakov (fehérorosz) |

| 2018. december 11. 18:55 |

| Schalke 04   | 1–0               | Lokomotyiv Moszkva |
| ------------ | ----------------- | ------------------ |
| Schöpf 90+1' | (0–0) Jegyzőkönyv |                    |

| Veltins-Arena, Gelsenkirchen Játékvezető: Anastasios Sidiropoulos (görög) |

### E csoport
| Hely. | Csapat         | M | Gy | D | V | G+ | G– | Gk  | P  | Továbbjutás                                |  | BAY | AJX | BEN | AEK |
| ----- | -------------- | - | -- | - | - | -- | -- | --- | -- | ------------------------------------------ |  | --- | --- | --- | --- |
| 1.    | Bayern München | 6 | 4  | 2 | 0 | 15 | 5  | +10 | 14 | Továbbjutott az egyenes kieséses szakaszba |  | —   | 1–1 | 5–1 | 2–0 |
| 2.    | Ajax           | 6 | 3  | 3 | 0 | 11 | 5  | +6  | 12 | Továbbjutott az egyenes kieséses szakaszba |  | 3–3 | —   | 1–0 | 3–0 |
| 3.    | Benfica        | 6 | 2  | 1 | 3 | 6  | 11 | −5  | 7  | Átkerült az Európa-ligába                  |  | 0–2 | 1–1 | —   | 1–0 |
| 4.    | AÉK            | 6 | 0  | 0 | 6 | 2  | 13 | −11 | 0  |                                            |  | 0–2 | 0–2 | 2–3 | —   |

| 2018. szeptember 19. 18:55 |

| Ajax                               | 3–0               | AÉK |
| ---------------------------------- | ----------------- | --- |
| Tagliafico 46' 90' Van de Beek 77' | (0–0) Jegyzőkönyv |     |

| Johan Cruijff Arena, Amszterdam Játékvezető: Carlos del Cerro Grande (spanyol) |

| 2018. szeptember 19. 21:00 (20:00 WEST) |

| Benfica | 0–2               | Bayern München              |
| ------- | ----------------- | --------------------------- |
|         | (0–1) Jegyzőkönyv | Lewandowski 10' Sanches 54' |

| Estádio da Luz, Lisszabon Játékvezető: Antonio Mateu Lahoz (spanyol) |

| 2018. október 2. 21:00 |

| Bayern München | 1–1               | Ajax         |
| -------------- | ----------------- | ------------ |
| Hummels 4'     | (1–1) Jegyzőkönyv | Mazraoui 22' |

| Allianz Arena, München Játékvezető: Pavel Královec (cseh) |

| 2018. október 2. 21:00 (22:00 EEST) |

| AÉK                | 2–3               | Benfica                              |
| ------------------ | ----------------- | ------------------------------------ |
| Klonaridis 53' 63' | (0–2) Jegyzőkönyv | Seferović 6' Grimaldo 15' Semedo 74' |

| Olimpiai Stadion, Athén Játékvezető: Orel Grinfeld (izraeli) |

| 2018. október 23. 18:55 (19:55 EEST) |

| AÉK | 0–2               | Bayern München               |
| --- | ----------------- | ---------------------------- |
|     | (0–0) Jegyzőkönyv | Martínez 61' Lewandowski 63' |

| Olimpiai Stadion, Athén Játékvezető: Aleksei Kulbakov (fehérorosz) |

| 2018. október 23. 21:00 |

| Ajax           | 1–0               | Benfica |
| -------------- | ----------------- | ------- |
| Mazraoui 90+2' | (0–0) Jegyzőkönyv |         |

| Johan Cruijff Arena, Amszterdam Játékvezető: Ruddy Buquet (francia) |

| 2018. november 7. 21:00 |

| Bayern München                 | 2–0               | AÉK |
| ------------------------------ | ----------------- | --- |
| Lewandowski 31' (11-esből) 71' | (1–0) Jegyzőkönyv |     |

| Allianz Arena, München Játékvezető: Matej Jug (szlovén) |

| 2018. november 7. 21:00 (20:00 WET) |

| Benfica   | 1–1               | Ajax      |
| --------- | ----------------- | --------- |
| Jonas 29' | (1–0) Jegyzőkönyv | Tadić 61' |

| Estádio da Luz, Lisszabon Játékvezető: Gianluca Rocchi (olasz) |

| 2018. november 27. 18:55 (19:55 EEST) |

| AÉK | 0–2               | Ajax                     |
| --- | ----------------- | ------------------------ |
|     | (0–0) Jegyzőkönyv | Tadić 68' (11-esből) 72' |

| Olimpiai Stadion, Athén Játékvezető: Michael Oliver (angol) |

| 2018. november 27. 21:00 |

| Bayern München                                | 5–1               | Benfica       |
| --------------------------------------------- | ----------------- | ------------- |
| Robben 13' 30' Lewandowski 36' 51' Ribéry 76' | (3–0) Jegyzőkönyv | Fernandes 46' |

| Allianz Arena, München Játékvezető: Daniele Orsato (olasz) |

| 2018. december 12. 21:00 |

| Ajax                                      | 3–3               | Bayern München                           |
| ----------------------------------------- | ----------------- | ---------------------------------------- |
| Tadić 61' 82' (11-esből) Tagliafico 90+5' | (0–1) Jegyzőkönyv | Lewandowski 13' 87' (11-esből) Coman 90' |

| Johan Cruijff Arena, Amszterdam Játékvezető: Clément Turpin (francia) |

| 2018. december 12. 21:00 (20:00 WET) |

| Benfica      | 1–0               | AÉK |
| ------------ | ----------------- | --- |
| Grimaldo 88' | (0–0) Jegyzőkönyv |     |

| Estádio da Luz, Lisszabon Játékvezető: Bobby Madden (skót) |

### F csoport
| Hely. | Csapat              | M | Gy | D | V | G+ | G– | Gk  | P  | Továbbjutás                                |  | MC  | LYO | SHK | HOF |
| ----- | ------------------- | - | -- | - | - | -- | -- | --- | -- | ------------------------------------------ |  | --- | --- | --- | --- |
| 1.    | Manchester City     | 6 | 4  | 1 | 1 | 16 | 6  | +10 | 13 | Továbbjutott az egyenes kieséses szakaszba |  | —   | 1–2 | 6–0 | 2–1 |
| 2.    | Olympique Lyonnais  | 6 | 1  | 5 | 0 | 12 | 11 | +1  | 8  | Továbbjutott az egyenes kieséses szakaszba |  | 2–2 | —   | 2–2 | 2–2 |
| 3.    | Sahtar Doneck       | 6 | 1  | 3 | 2 | 8  | 16 | −8  | 6  | Átkerült az Európa-ligába                  |  | 0–3 | 1–1 | —   | 2–2 |
| 4.    | TSG 1899 Hoffenheim | 6 | 0  | 3 | 3 | 11 | 14 | −3  | 3  |                                            |  | 1–2 | 3–3 | 2–3 | —   |

| 2018. szeptember 19. 18:55 (19:55 EEST) |

| Sahtar Doneck          | 2–2               | TSG 1899 Hoffenheim         |
| ---------------------- | ----------------- | --------------------------- |
| Ismaily 27' Maycon 81' | (1–2) Jegyzőkönyv | Grillitsch 6' Nordtveit 38' |

| Metaliszt stadion, Harkiv Játékvezető: Jakob Kehlet (dán) |

| 2018. szeptember 19. 21:00 (20:00 BST) |

| Manchester City | 1–2               | Olympique Lyonnais   |
| --------------- | ----------------- | -------------------- |
| B. Silva 67'    | (0–2) Jegyzőkönyv | Cornet 26' Fekir 43' |

| City of Manchester Stadion, Manchester Játékvezető: Daniele Orsato (olasz) |

| 2018. október 2. 18:55 |

| TSG 1899 Hoffenheim | 1–2               | Manchester City        |
| ------------------- | ----------------- | ---------------------- |
| Belfodil 1'         | (1–1) Jegyzőkönyv | Agüero 8' D. Silva 87' |

| Rhein-Neckar-Arena, Sinsheim Játékvezető: Damir Skomina (szlovén) |

| 2018. október 2. 21:00 |

| Olympique Lyonnais     | 2–2               | Sahtar Doneck         |
| ---------------------- | ----------------- | --------------------- |
| Dembélé 70' Dubois 72' | (0–1) Jegyzőkönyv | Júnior Moraes 44' 55' |

| Parc Olympique Lyonnais, Décines-Charpieu Játékvezető: Andris Treimanis (lett) |

| 2018. október 23. 21:00 |

| TSG 1899 Hoffenheim              | 3–3               | Olympique Lyonnais                |
| -------------------------------- | ----------------- | --------------------------------- |
| Kramarić 33' 47' Joelinton 90+2' | (1–1) Jegyzőkönyv | Traoré 27' Ndombele 59' Depay 67' |

| Rhein-Neckar-Arena, Sinsheim Játékvezető: Alberto Undiano Mallenco (spanyol) |

| 2018. október 23. 21:00 (22:00 EEST) |

| Sahtar Doneck | 0–3               | Manchester City                       |
| ------------- | ----------------- | ------------------------------------- |
|               | (0–2) Jegyzőkönyv | D. Silva 30' Laporte 35' B. Silva 71' |

| Metaliszt stadion, Harkiv Játékvezető: Carlos del Cerro Grande (spanyol) |

| 2018. november 7. 21:00 |

| Olympique Lyonnais     | 2–2               | TSG 1899 Hoffenheim          |
| ---------------------- | ----------------- | ---------------------------- |
| Fekir 19' Ndombele 28' | (2–0) Jegyzőkönyv | Kramarić 65' Kadeřábek 90+2' |

| Parc Olympique Lyonnais, Décines-Charpieu Játékvezető: Danny Makkelie (holland) |

| 2018. november 7. 21:00 (20:00 GMT) |

| Manchester City                                                                        | 6–0               | Sahtar Doneck |
| -------------------------------------------------------------------------------------- | ----------------- | ------------- |
| D. Silva 13' Gabriel Jesus 24' (11-esből) 72' (11-esből) 90+2' Sterling 49' Mahrez 84' | (2–0) Jegyzőkönyv |               |

| City of Manchester Stadion, Manchester Játékvezető: Kassai Viktor (magyar) |

| 2018. november 27. 21:00 |

| TSG 1899 Hoffenheim    | 2–3               | Sahtar Doneck                |
| ---------------------- | ----------------- | ---------------------------- |
| Kramarić 17' Zuber 40' | (2–2) Jegyzőkönyv | Ismaily 14' Taison 15' 90+2' |

| Rhein-Neckar-Arena, Sinsheim Játékvezető: Ivan Kružliak (szlovák) |

| 2018. november 27. 21:00 |

| Olympique Lyonnais | 2–2               | Manchester City        |
| ------------------ | ----------------- | ---------------------- |
| Cornet 55' 81'     | (0–0) Jegyzőkönyv | Laporte 62' Agüero 83' |

| Parc Olympique Lyonnais, Décines-Charpieu Játékvezető: Gianluca Rocchi (olasz) |

| 2018. december 12. 21:00 (22:00 EET) |

| Sahtar Doneck     | 1–1               | Olympique Lyonnais |
| ----------------- | ----------------- | ------------------ |
| Júnior Moraes 22' | (1–0) Jegyzőkönyv | Fekir 65'          |

| Metaliszt stadion, Harkiv Játékvezető: Björn Kuipers (holland) |

| 2018. december 12. 21:00 (20:00 GMT) |

| Manchester City | 2–1               | TSG 1899 Hoffenheim     |
| --------------- | ----------------- | ----------------------- |
| Sané 45+1' 61'  | (1–1) Jegyzőkönyv | Kramarić 16' (11-esből) |

| City of Manchester Stadion, Manchester Játékvezető: Andreas Ekberg (svéd) |

### G csoport
| Hely. | Csapat         | M | Gy | D | V | G+ | G– | Gk | P  | Továbbjutás                                |  | RM  | ROM | PLZ | CSKA |
| ----- | -------------- | - | -- | - | - | -- | -- | -- | -- | ------------------------------------------ |  | --- | --- | --- | ---- |
| 1.    | Real Madrid    | 6 | 4  | 0 | 2 | 12 | 5  | +7 | 12 | Továbbjutott az egyenes kieséses szakaszba |  | —   | 3–0 | 2–1 | 0–3  |
| 2.    | AS Roma        | 6 | 3  | 0 | 3 | 11 | 8  | +3 | 9  | Továbbjutott az egyenes kieséses szakaszba |  | 0–2 | —   | 5–0 | 3–0  |
| 3.    | Viktoria Plzeň | 6 | 2  | 1 | 3 | 7  | 16 | −9 | 7  | Átkerült az Európa-ligába                  |  | 0–5 | 2–1 | —   | 2–2  |
| 4.    | CSZKA Moszkva  | 6 | 2  | 1 | 3 | 8  | 9  | −1 | 7  |                                            |  | 1–0 | 1–2 | 1–2 | —    |

1. 1 2  Egymás elleni pontok: Viktoria Plzeň 4, CSZKA Moszkva 1.

| 2018. szeptember 19. 21:00 |

| Real Madrid                     | 3–0               | AS Roma |
| ------------------------------- | ----------------- | ------- |
| Isco 45' Bale 58' Mariano 90+2' | (1–0) Jegyzőkönyv |         |

| Santiago Bernabéu, Madrid Játékvezető: Björn Kuipers (holland) |

| 2018. szeptember 19. 21:00 |

| Viktoria Plzeň   | 2–2               | CSZKA Moszkva                      |
| ---------------- | ----------------- | ---------------------------------- |
| Krmenčík 29' 41' | (2–0) Jegyzőkönyv | Chalov 49' Vlašić 90+5' (11-esből) |

| Doosan Arena, Plzeň Játékvezető: Benoît Bastien (francia) |

| 2018. október 2. 21:00 (22:00 MSK) |

| CSZKA Moszkva | 1–0               | Real Madrid |
| ------------- | ----------------- | ----------- |
| Vlašić 2'     | (1–0) Jegyzőkönyv |             |

| VEB Aréna, Moszkva Játékvezető: Ovidiu Hațegan (román) |

| 2018. október 2. 21:00 |

| AS Roma                                   | 5–0               | Viktoria Plzeň |
| ----------------------------------------- | ----------------- | -------------- |
| Džeko 3' 40' 90+2' Ünder 64' Kluivert 73' | (2–0) Jegyzőkönyv |                |

| Stadio Olimpico, Róma Játékvezető: Paweł Raczkowski (lengyel) |

| 2018. október 23. 21:00 |

| AS Roma                 | 3–0               | CSZKA Moszkva |
| ----------------------- | ----------------- | ------------- |
| Džeko 30' 43' Ünder 50' | (2–0) Jegyzőkönyv |               |

| Stadio Olimpico, Róma Játékvezető: Anastasios Sidiropoulos (görög) |

| 2018. október 23. 21:00 |

| Real Madrid             | 2–1               | Viktoria Plzeň |
| ----------------------- | ----------------- | -------------- |
| Benzema 11' Marcelo 55' | (1–0) Jegyzőkönyv | Hrošovský 79'  |

| Santiago Bernabéu, Madrid Játékvezető: Orel Grinfeld (izraeli) |

| 2018. november 7. 18:55 (20:55 MSK) |

| CSZKA Moszkva  | 1–2               | AS Roma                       |
| -------------- | ----------------- | ----------------------------- |
| Sigurðsson 50' | (0–1) Jegyzőkönyv | Manolas 4' Lo. Pellegrini 59' |

| VEB Aréna, Moszkva Játékvezető: Cüneyt Çakır (török) |

| 2018. november 7. 21:00 |

| Viktoria Plzeň | 0–5               | Real Madrid                                     |
| -------------- | ----------------- | ----------------------------------------------- |
|                | (0–4) Jegyzőkönyv | Benzema 21' 37' Casemiro 23' Bale 40' Kroos 67' |

| Doosan Arena, Plzeň Játékvezető: Deniz Aytekin (német) |

| 2018. november 27. 18:55 (20:55 MSK) |

| CSZKA Moszkva         | 1–2               | Viktoria Plzeň          |
| --------------------- | ----------------- | ----------------------- |
| Vlašić 10' (11-esből) | (1–0) Jegyzőkönyv | Procházka 56' Hejda 81' |

| VEB Aréna, Moszkva Játékvezető: Danny Makkelie (holland) |

| 2018. november 27. 21:00 |

| AS Roma | 0–2               | Real Madrid          |
| ------- | ----------------- | -------------------- |
|         | (0–0) Jegyzőkönyv | Bale 47' Vázquez 59' |

| Stadio Olimpico, Róma Játékvezető: Clément Turpin (francia) |

| 2018. december 12. 18:55 |

| Real Madrid | 0–3               | CSZKA Moszkva                             |
| ----------- | ----------------- | ----------------------------------------- |
|             | (0–2) Jegyzőkönyv | Chalov 37' Shchennikov 43' Sigurðsson 73' |

| Santiago Bernabéu, Madrid Játékvezető: Artur Soares Dias (portugál) |

| 2018. december 12. 18:55 |

| Viktoria Plzeň        | 2–1               | AS Roma   |
| --------------------- | ----------------- | --------- |
| Kovařík 62' Chorý 72' | (0–0) Jegyzőkönyv | Ünder 68' |

| Doosan Arena, Plzeň Játékvezető: Anthony Taylor (angol) |

### H csoport
| Hely. | Csapat            | M | Gy | D | V | G+ | G– | Gk | P  | Továbbjutás                                |  | JUV | MU  | VAL | YB  |
| ----- | ----------------- | - | -- | - | - | -- | -- | -- | -- | ------------------------------------------ |  | --- | --- | --- | --- |
| 1.    | Juventus          | 6 | 4  | 0 | 2 | 9  | 4  | +5 | 12 | Továbbjutott az egyenes kieséses szakaszba |  | —   | 1–2 | 1–0 | 3–0 |
| 2.    | Manchester United | 6 | 3  | 1 | 2 | 7  | 4  | +3 | 10 | Továbbjutott az egyenes kieséses szakaszba |  | 0–1 | —   | 0–0 | 1–0 |
| 3.    | Valencia CF       | 6 | 2  | 2 | 2 | 6  | 6  | 0  | 8  | Átkerült az Európa-ligába                  |  | 0–2 | 2–1 | —   | 3–1 |
| 4.    | Young Boys        | 6 | 1  | 1 | 4 | 4  | 12 | −8 | 4  |                                            |  | 2–1 | 0–3 | 1–1 | —   |

| 2018. szeptember 19. 21:00 |

| Young Boys | 0–3               | Manchester United                    |
| ---------- | ----------------- | ------------------------------------ |
|            | (0–2) Jegyzőkönyv | Pogba 35' 44' (11-esből) Martial 66' |

| Stade de Suisse, Bern Játékvezető: Deniz Aytekin (német) |

| 2018. szeptember 19. 21:00 |

| Valencia CF | 0–2               | Juventus                             |
| ----------- | ----------------- | ------------------------------------ |
|             | (0–1) Jegyzőkönyv | Pjanić 45' (11-esből) 51' (11-esből) |

| Estadio Mestalla, Valencia Játékvezető: Felix Brych (német) |

| 2018. október 2. 18:55 |

| Juventus          | 3–0               | Young Boys |
| ----------------- | ----------------- | ---------- |
| Dybala 5' 33' 69' | (2–0) Jegyzőkönyv |            |

| Juventus Stadion, Torino Játékvezető: Szergej Karaszjov (orosz) |

| 2018. október 2. 21:00 (20:00 BST) |

| Manchester United | 0–0         | Valencia CF |
| ----------------- | ----------- | ----------- |
|                   | Jegyzőkönyv |             |

| Old Trafford, Manchester Játékvezető: Slavko Vinčić (szlovén) |

| 2018. október 23. 18:55 |

| Young Boys            | 1–1               | Valencia CF   |
| --------------------- | ----------------- | ------------- |
| Hoarau 55' (11-esből) | (0–1) Jegyzőkönyv | Batshuayi 26' |

| Stade de Suisse, Bern Játékvezető: Andris Treimanis (lett) |

| 2018. október 23. 21:00 (20:00 BST) |

| Manchester United | 0–1               | Juventus   |
| ----------------- | ----------------- | ---------- |
|                   | (0–1) Jegyzőkönyv | Dybala 17' |

| Old Trafford, Manchester Játékvezető: Milorad Mažić (szerb) |

| 2018. november 7. 18:55 |

| Valencia CF            | 3–1               | Young Boys |
| ---------------------- | ----------------- | ---------- |
| Mina 14' 42' Soler 56' | (2–1) Jegyzőkönyv | Assalé 37' |

| Estadio Mestalla, Valencia Játékvezető: Kovács István (román) |

| 2018. november 7. 21:00 |

| Juventus    | 1–2               | Manchester United            |
| ----------- | ----------------- | ---------------------------- |
| Ronaldo 65' | (0–0) Jegyzőkönyv | Mata 86' Bonucci 90' (öngól) |

| Juventus Stadion, Torino Játékvezető: Ovidiu Hațegan (román) |

| 2018. november 27. 21:00 (20:00 GMT) |

| Manchester United | 1–0               | Young Boys |
| ----------------- | ----------------- | ---------- |
| Fellaini 90+1'    | (0–0) Jegyzőkönyv |            |

| Old Trafford, Manchester Játékvezető: Felix Brych (német) |

| 2018. november 27. 21:00 |

| Juventus      | 1–0               | Valencia CF |
| ------------- | ----------------- | ----------- |
| Mandžukić 59' | (0–0) Jegyzőkönyv |             |

| Juventus Stadion, Torino Játékvezető: William Collum (skót) |

| 2018. december 12. 18:55 |

| Young Boys                | 2–1               | Juventus   |
| ------------------------- | ----------------- | ---------- |
| Hoarau 30' (11-esből) 68' | (1–0) Jegyzőkönyv | Dybala 80' |

| Stade de Suisse, Bern Játékvezető: Tobias Stieler (német) |

| 2018. december 12. 18:55 |

| Valencia CF                 | 2–1               | Manchester United |
| --------------------------- | ----------------- | ----------------- |
| Soler 17' Jones 47' (öngól) | (1–0) Jegyzőkönyv | Rashford 87'      |

| Estadio Mestalla, Valencia Játékvezető: Georgi Kabakov (bolgár) |